# 솔즈베리 FC
솔즈베리 FC(영어: Salisbury Football Club)는 잉글랜드 윌트셔주 워딩에 위치한 축구단이다. 2015년에 창단되었으며, 내셔널리그 사우스에 참가하고 있다.

## 선수 명단

### 현역
참고: FIFA 자격 규정에 따라 소속된 국가대표팀 국기를 표시합니다. 선수는 복수의 FIFA 비회원국 국적을 가지고 있을 수 있습니다.
| 번호 | 포지션 | 국적 | 이름 |
| ---- | ------ | ---- | ---- |

| 번호 | 포지션 | 국적     | 이름        |
| ---- | ------ | -------- | ----------- |
| 15   | DF     | 아일랜드 | 캐니스 캐롤 |